# Arconte (gnosticismo)

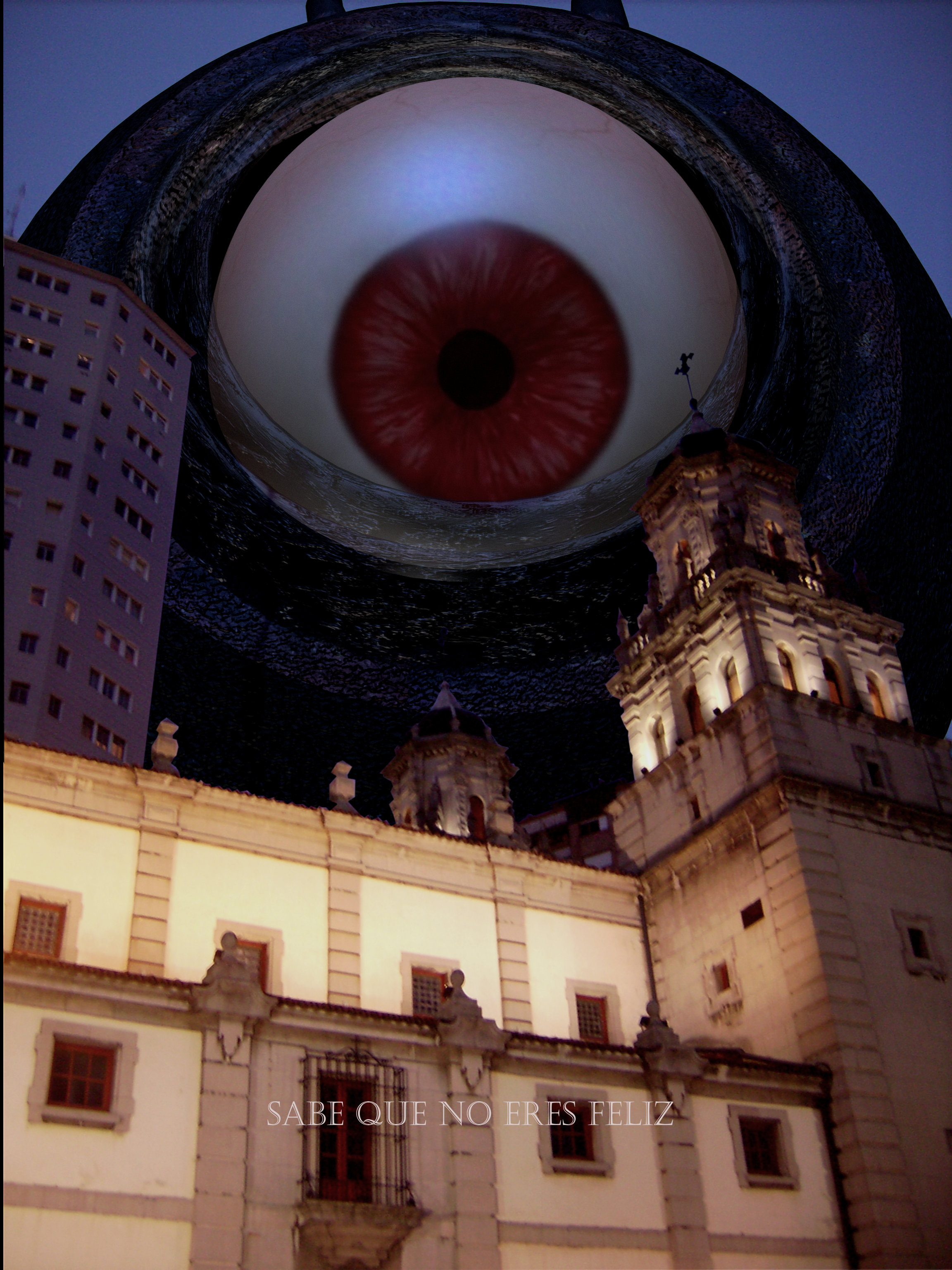
Imagen representativa de los arcontes en la película "Demiurgo", 2010.

Los arcontes son, en el gnosticismo y las religiones estrechamente relacionadas con éste, entidades demoníacas subordinadas a la encarnación del mal en el sistema de creencias correspondiente. Entre los gnósticos arcónticos (arconticistas), ofitas, setianos y en los escritos de la biblioteca de Nag Hammadi, los arcontes son gobernantes, cada uno de ellos relacionado con uno de los siete planetas, que impiden que las almas abandonen el reino material. La connotación política de su nombre (en la antigüedad, los arcontes eran importantes cargos administrativos públicos), refleja un rechazo al sistema gubernamental, que se consideraba defectuoso y sin posibilidad de verdadera salvación. En el maniqueísmo, los arcontes son los gobernantes de un reino dentro del "Reino de las Tinieblas", que en su conjunto forman el Príncipe de las Tinieblas.

## Hebdómada
Un rasgo característico del concepto gnóstico del universo es el papel que juegan en casi todos los sistemas gnósticos los siete arcontes creadores del mundo, conocidos como la Hebdómada (ἑβδομάς). Estos siete son para la mayoría de los sistemas poderes semi-hostiles, y se les considera las últimas y más bajas emanaciones de la Deidad. Por debajo de ellos —y con frecuencia considerado procedente de ellos— está el mundo de los poderes realmente diabólicos. Hay, eso sí, ciertas excepciones: Basílides enseñaba sobre la existencia de un "gran arconte" llamado Abraxas que presidía sobre 365 arcontes.
Como resulta evidente en obras tales como el Apócrifo de Juan, los Diagramas Ofitas, Sobre el origen del mundo y Pistis Sophia, los arcontes juegan un papel importante en la cosmología gnóstica. Probablemente se referían originalmente a los daimones griegos de los planetas, pero en el gnosticismo se convirtieron en los gobernantes demoníacos del mundo material, cada uno asociado con una esfera celeste diferente. Como gobernantes del mundo material, se les denomina ἄρχοντες (archontes, "principados" o "gobernantes"). Así como en la astronomía antigua se pensaba que sobre las esferas de los siete planetas había una esfera de estrellas fijas, después de las esferas de los arcontes malignos (la Hebdómada), estaban las regiones supercelestiales a las que un alma debe llegar por medio de la gnosis para escapar del dominio de los arcontes. Este lugar se considera la morada de Sofía (Sabiduría) y de Barbelo, también llamado Ogdóada.

## Nombres y asociaciones
Los ofitas aceptaban la existencia de los siguientes siete arcontes (Orígenes, Contra Celso, vi. 31; una lista casi idéntica aparece en el Sobre el origen del mundo): 
- Yaldabaoth, también llamado Saklas y Samael
  - Saturno
  - Nombre femenino: Pronoia (Previsión) Sambathas, "semana".
  - Profetas:[5] Moisés, Josué, Amós, Habacuc.
  - Del hebreo yalda bahut , "Hijo del Caos"? El más externo, y quien creó a los otros seis, y por lo tanto, el gobernante principal y Demiurgo por excelencia. Llamado "el de rostro de león", leontoeides.

- Iao
  - Júpiter.
  - Nombre femenino: Señorío.
  - Profetas: Samuel, Natán, Jonás, Miqueas.
  - Yahu, Yahweh, pero posiblemente también del grito mágico iao en los Misterios.

- Sabaoth
  - Marte.
  - Nombre femenino: Deidad.
  - Profetas: Elías, Joel, Zacarías.
    - Se pensaba que la fórmula del Antiguo Testamento Yahweh sabaoth o "Jehová de los ejércitos" era un nombre propio, de ahí Júpiter Sabbas.
- Astafanos o Astafaios
  - Venus.
  - Nombre femenino: Sofía.
  - Profetas: Esdras, Sofonías.
  - Astafaios es sin lugar a dudas el planeta Venus, ya que existen gemas gnósticas con una figura femenina y la leyenda ASTAPHE, cuyo nombre también se usa en los hechizos mágicos como el nombre de una diosa.[cita requerida]
- Adonaios
  - El sol.
  - Nombre femenino: Reinado.
  - Profetas: Isaías, Ezequiel, Jeremías, Daniel.
  - Del término hebreo para "el Señor", usado para referirse  Dios, y el Adonis de los sirios que representa el sol de invierno en la tragedia cósmica de Tammuz. En el sistema mandeísta Adonaios representa al sol.

- Elaios o Ailoaios, o a veces Ailoein
  - Mercurio
  - Nombre femenino: Celos.
  - Profetas: Tobías, Hageo.
  - De Elohim, Dios (El).
- Horaios
  - La luna
  - Nombre femenino: Riqueza.
  - Profetas: Micaías, Nahum.
  - De Yaroah(?) o "luz"(?) o tal vez de Horus (?)

En la forma helenizada del gnosticismo, algunos o todos estos nombres son reemplazados por vicios personificados. Authadia (Authades), o Audacia, es obviamente una descripción de Yaldabaoth, el presuntuoso Demiurgo, que tiene cara de león como el Arconte Authadia. De los arcontes Kakia, Zelos, Phthonos, Errinnys, y Epithymia, la última representa a Venus. El número siete se obtiene colocando a un proarconte o arconte principal a la cabeza. Es claro que estos nombres son solo un disfraz para los Sancta Hebdomas como se desprende del que Sofía, la madre de ellos, conserve el nombre de Ogdóada, Octonatio. Ocasionalmente, por ejemplo, entre los naasenios, se encuentra el arconte Esaldaios, que es evidentemente el El Shaddai de la Biblia, y se le describe como el arconte "número cuatro" (harithmo tetartos).
En el sistema de los gnósticos mencionado por Epifanio los Siete Arcontes son:
- Iao
- Saklas (el demonio principal del maniqueísmo)
- Seth
- David
- Eloiein
- Elilaios (probablemente relacionado con En-lil, el Bel de Nippur, el antiguo dios de Babilonia)
- Yaldabaoth (o no. 6 Yaldaboath, no. 7 Sabaoth)

El último libro de la Pistis Sophia contiene una narración del mito de la captura de los arcontes rebeldes, cuyos líderes se mencionan en éste como cinco.
- Paraplejo
- Hécate
- Ariouth (hembras)
- Tifón
- Iachtanabas (varones)

## Mandeístas
Entre los mandeístas, existe una concepción diferente y acaso más primitiva de los Siete, según la cual ellos, junto con su madre Namrus (Ruha) y su padre (Ur), pertenecen por completo al mundo de las tinieblas. Ellos y su familia son considerados cautivos del dios de la luz (Manda-d'hayye, Hibil-Ziva), quien los perdona, los pone en carruajes de luz y los nombra gobernantes del mundo.

## Maniqueos
Los maniqueos adoptaron con facilidad el uso gnóstico, y sus arcontes son seres invariablemente malévolos, que juntos componen el Príncipe de las Tinieblas. Se cuenta cómo el ayudante del Hombre Primordial, el espíritu de la vida, capturó a los arcontes malévolos y los encadenó al firmamento, o según otra versión, los desolló y formó el firmamento con su piel, y este concepto está estrechamente relacionado con el otro, si bien en esta tradición se desaparece el número (siete) de los arcontes.

## Orígenes

### Planetas
Ireneo escribe que "la santa Hebdómada son las siete estrellas que llaman planetas". Por lo tanto, no existe problema en asumir que los siete nombres gnósticos antes mencionados designan a las siete divinidades planetarias, el sol, la luna y los cinco planetas. En el sistema mandeísta, los Siete son presentados con los nombres babilónicos de los planetas. La conexión de los Siete con los planetas también está claramente establecida en las descripciones de Celso y Orígenes (Contra Celso, vi. 2 2 sig.), y de manera similar en el pasaje citado anteriormente de la Pistis Sophia, en el que los arcontes, allí descritos como cinco, son identificados con los cinco planetas (excluyendo el sol y la luna).
Como ocurre también en varios otros sistemas, en éste los trazos de los siete planetarios se han hecho difíciles de encontrar, pero difícilmente se han borrado del todo. El factor que más tendió a eliminar la distinción séptuple fue la identificación entre el Dios de los judíos, el Legislador, y Yaldabaoth y su designación como Creador del mundo, mientras que anteriormente los siete planetas en conjunto gobernaban el mundo. Esta confusión, sin embargo, se sugería en el hecho mismo de que al menos cinco de los siete arcontes llevaban nombres de Dios en el Antiguo Testamento: El Shaddai, Adonai, Elohim, Jehová, Sabaoth.
Wilhelm Anz ha señalado asimismo que la escatología gnóstica, que consiste en la lucha del alma contra arcontes hostiles en su intento de alcanzar el Pléroma, es un paralelo cercano al ascenso del alma en la astrología babilónica, cruzando los reinos de los siete planetas hasta Anu. La religión babilónica posterior puede señalarse de manera definitiva como el lugar de origen de estas ideas.

### Zoroastrismo
El Bundahishn afirma que en la lucha primigenia del diablo[cita requerida] contra el mundo de la luz, siete poderes hostiles fueron capturados y puestos como constelaciones en los cielos, donde son custodiados por poderes estelares buenos y se les impide hacer daño. Cinco de los poderes malignos son los planetas, pero aquí el sol y la luna no se cuentan, por supuesto, entre los poderes malignos, por la razón obvia de que en la religión oficial persa aparecen invariablemente como divinidades buenas. Debe señalarse también que en los misterios de Mitra, tan estrechamente relacionados con la religión persa, hay cierta familiaridad con esta doctrina del ascenso del alma a través de las esferas planetarias.

### Ángeles caídos
En Sobre el origen del mundo, los arcontes impregnan a la Eva bíblica, una idea que se derivó probablemente de la descripción de los Hijos de Dios en el libro del Génesis, 6:1-4 o en el Libro de Enoc. De acuerdo con las descripciones de los ángeles caídos en los escritos enoquianos, los arcontes incitan pasiones en los humanos. Además, en los dos casos enseñan a favor de la idolatría, los sacrificios y el derramamiento de sangre para así esclavizar a los gnósticos y atraparlos en la ignorancia.

## Teología griega
La mitología de la antigua Grecia incluía dioses, demonios y héroes. La idea de Θεοὶ ἄρχοντες (Teoí Archontes, dioses gobernantes) aparece luego en la filosofía posterior de Platón. No obstante, Filón nunca alude a los arcontes, y en el único pasaje donde aparece la palabra (De Monarchia, I. 1), ἄρχοντες es simplemente correlativo a ὑπήκοοι.

El sincretismo de la filosofía griega posterior encontró lugar para los arcontes, apareciendo en el neoplatonismo en el que se afirma que se derivan de la tradición no escrita de Platón. Los añade el autor del libro De Mysteriis Aegyptiorum, y parecería que incluso lo haya hecho su interlocutor Porfirio, por debajo de los dioses, demonios, ángeles y arcángeles, y por encima de los héroes (omitidos por Porfirio) y las "almas" difuntas, en la escala de seres invisibles cuya presencia puede hacerse manifiesta. Puede que sólo sea una coincidencia accidental el que a finales del siglo II "Arconte" fuera uno de los nombres dados por el platónico Harpocración al "Segundo Dios" de Numenio (Proclo en el Comentario sobre el Timeo de Platón, 93 C).
Pues todas la series de los Dioses gobernantes (θεοὶ ἄρχοντες), se recogen en la fabricación intelectual como en una cumbre, y subsisten sobre ella. Y así como todas las fuentes son progenie del padre inteligible, y se llenan de él con unión inteligible, así igualmente, todos los órdenes de los principios o gobernantes, se suspenden según la naturaleza del demiurgo, y de allí participan de una vida intelectual.

Proclo, La Teología de Platón

## En la cultura popular
- El tema de los "flyers" de Carlos Castaneda, particularmente evocado en su último libro "El viaje definitivo", fue acercado a los arcontes gnósticos.[20]
- La dominación arcóntica (los "falsos dioses") sobre la humanidad encerrada en una matriz es el tema principal del autor Roch Saüquere en su libro Vivir y morir en la matriz artificial.[21]
- En el videojuego Genshin Impact, se usa la denominación de "arconte" para referirse a las deidades gobernantes de cada una de las 7 naciones de Teyvat.
- En la saga de videojuegos Starcraft, la raza de los Protoss posee unidades llamadas arcontes. El arconte (Archon) es un guerrero psiónico Protoss que se crea a partir de dos Templarios Tétricos, o dos Altos Templarios (o una combinación de ambos).